# Wesley Van Dyck
Wesley Van Dyck, né le 15 septembre 1994 à Gand, est un coureur cycliste belge.

## Biographie
Wesley van Dyck est originaire de la ville de Gand. Dans les catégories de jeunes, il se fait remarquer lors de la saison 2010 en gagnant la version débutante du Grand Prix de Maransart, devant un certain Mathieu van der Poel,. Il porte ensuite les couleurs du club français de l'ESEG Douai en 2016. 
En 2018, il intègre la nouvelle équipe continentale BEAT Cycling Club, qui évolue sous licence néerlandaise. Il passe toutefois une saison difficile, avec de nombreux abandons sur des courses professionnelles. Dès l'année suivante, il redescend au niveau amateur, où il poursuit la compétition. Actif dans des interclubs, il remporte notamment le classement final de la Coupe de Belgique en 2019,, ou encore une course par étapes française en 2021. Il obtient par ailleurs de nombreux succès dans des épreuves régionales. 
À l'automne 2024, il s'impose sur le Grand Prix Chantal Biya. Il s'agit de sa première victoire acquise dans une compétition inscrite au calendrier de l'UCI Africa Tour.

## Palmarès
- 2019
  - Coupe de Belgique
  - 2e de la Coupe Egide Schoeters
  - 3e du championnat de Flandre-Orientale
  - 3e du Grand Prix Etienne De Wilde
  - 3e du Grand Prix de Saint-Nicolas
  - 3e de la Coupe Marcel Indekeu
  - 3e de la Heusden Koers
- 2021
  - Ronde des Combattants 14-18 :
    - Classement général
    - 1re étape

  - 2e de la Coupe de Belgique
  - 3e du championnat de Belgique des élites sans contrat
- 2022
  - 2e de l'Omloop van de Grensstreek
  - 3e du championnat de Belgique des élites sans contrat
- 2024
  - Grand Prix Chantal Biya
  - 2e de Gand-Staden